# حرف البلان
حرف البلان هي إحدى القرى اللبنانية من قرى قضاء راشيا في محافظة البقاع.
والبلان (بتشديد اللام) هو نبات شوكي ينمو في البراري والجبال المهجورة الوعرة.